# Al Rehab
Al Rehab est un quartier du Nouveau Caire. Il a vocation à regrouper 220 000 habitants. 
Il est situé à 35 km du Caire et est entièrement financé par le secteur privé.